# Phalène brumeuse
Operophtera brumata
Pour les articles homonymes, voir Phalène.
Espèce
La Phalène brumeuse, Cheimatobie hiémale ou Arpenteuse tardive (la chenille), Operophtera brumata, est une espèce de lépidoptères (papillons) appartenant à la vaste famille des Geometridae ou Phalènes, qui réunit plus de 12 000 espèces connues dans le monde, dont environ 600 en France.

## Synonyme
- Phalaena brumata Linnaeus, 1758 - protonyme

## Noms vernaculaires
Cette espèce est appelée Cheimatobie (qui signifie qui vit en hiver, du grec χεῖμα,χείματος / kheîma, kheímatos, « hiver », et βίος / bíos, « vie »), Cheimatobie hiémale, Phalène brumeuse, Phalène hiémale ou Petite phalène hiémale sous sa forme imago (papillon) mais aussi Arpenteuse tardive sous sa forme chenille. C'est un papillon de nuit.

## Description

### Imago
La femelle, de couleur grise, ornementée de taches foncées sur le côté est incapable de voler. Elle est souvent confondue avec une araignée en raison de son corps arrondi porté par de longues pattes et surtout en raison de l’absence d’ailes (microptère). En fait ses ailes sont minuscules (0,5 à 2 mm) ou réduites à de simples moignons (des planches entomologiques anciennes la présentent avec des ailes, mais peut-être y a-t-il eu confusion avec la femelle d’une autre espèce).
Le mâle, de couleur terne (gris brun moyen) a, ailes écartées, une envergure de 28 à 33 mm.

### Chenille

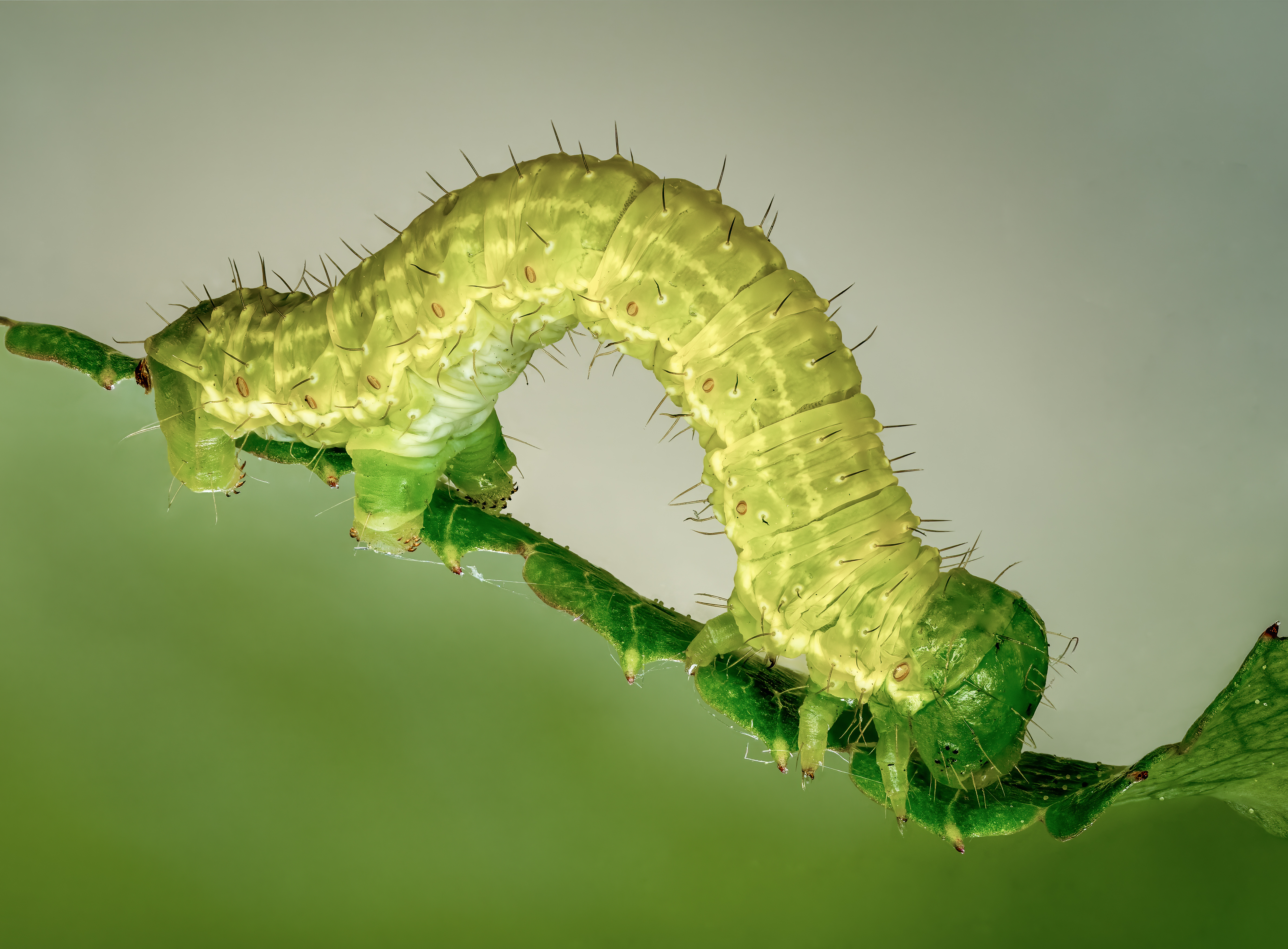
Chenille de la phalène brumeuse (Allemagne, 2023).

Sa chenille (défoliatrice) est dite « arpenteuse ».

## Biologie

### Période de vol et hivernation
Comme Erannis defoliaria ("Hibernie défeuillante"), autre espèce dont les chenilles défolient les arbres, c’est un des très rares lépidoptères dont les adultes se cherchent et se reproduisent en plein hiver, d'octobre à février, lorsque les températures sont toutefois au-dessus de 5 °C (et plutôt entre 10 et 15 °C pour la population que l’on observe souvent sur des arbres ou un mur éclairé par un lampadaire, ce papillon étant attiré par la lumière artificielle).

### Plantes hôtes
Perophthera brumata est une espèce très polyphage qui attaque un grand nombre d'espèces de plantes sauvages ou cultivées. Parmi celles-ci, on compte la plupart des arbres fruitiers (notamment pommiers, poiriers, cerisiers, pruniers, pêchers, abricotiers, etc.), des arbustes tels que framboisiers, groseilliers, cassissiers, etc. et des essences forestières (notamment chênes, hêtres, charmes, ormes, érables, châtaigniers, frênes, etc.).

## Écologie et distribution
L'aire de répartition de Perophthera brumata comprend toute l'Europe et une partie de l'Asie (Russie, y compris l'Extrême-Orient russe, et Japon.
Elle a été introduite en Amérique du Nord avant 1950 dans les provinces maritimes du Canada (Nouvelle-Écosse, Île-du-Prince-Édouard), puis une deuxième introduction s'est produite vers 1970 dans l'ouest du Canada (Colombie-Britannique). L'insecte s'est répandu aux États-Unis : États de l'Oregon et de Washington, d'une part, Massachusetts, Rhode Island et Maine d'autre part. Dans ces régions, la cheimatobie est devenue un sérieux problème pour l'agriculture du fait de l'absence de la cohorte de prédateurs qui limitent son expansion en Europe,.
Cette espèce des régions tempérées vit sur les arbres forestiers, dans les vergers et les jardins. Elle n’est active que la nuit et au crépuscule. Elle était très abondante en Europe et Europe de l'Est jusqu’au XIXe siècle, et elle reste relativement courante dans les environnements très arborés.

## Reproduction et cycle de vie

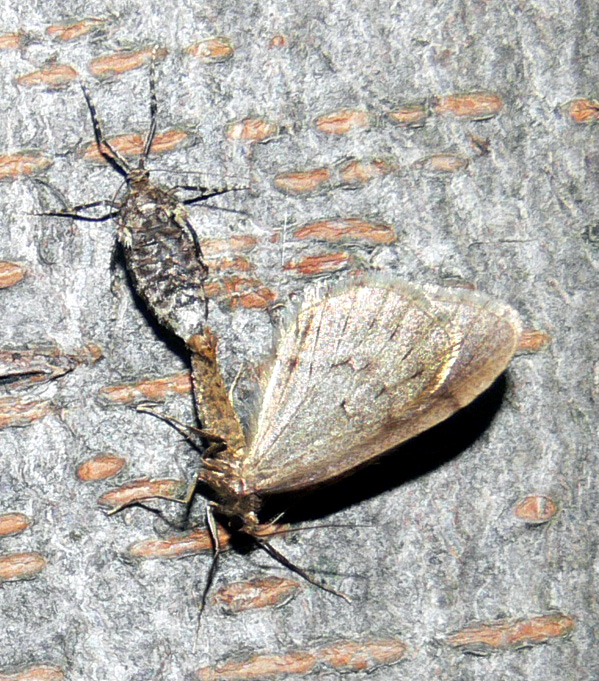
La reproduction se fait de nuit, souvent sous un lampadaire.

Les œufs ovales d’environ 0,8 mm de long sur 0,5 mm de large sont vert émeraude pâle, avant de virer au rouge orangé après quelques jours. Leur surface a une texture qui rappelle la peau d'orange. Ils résistent au gel et n’éclosent que tardivement au printemps en avril.

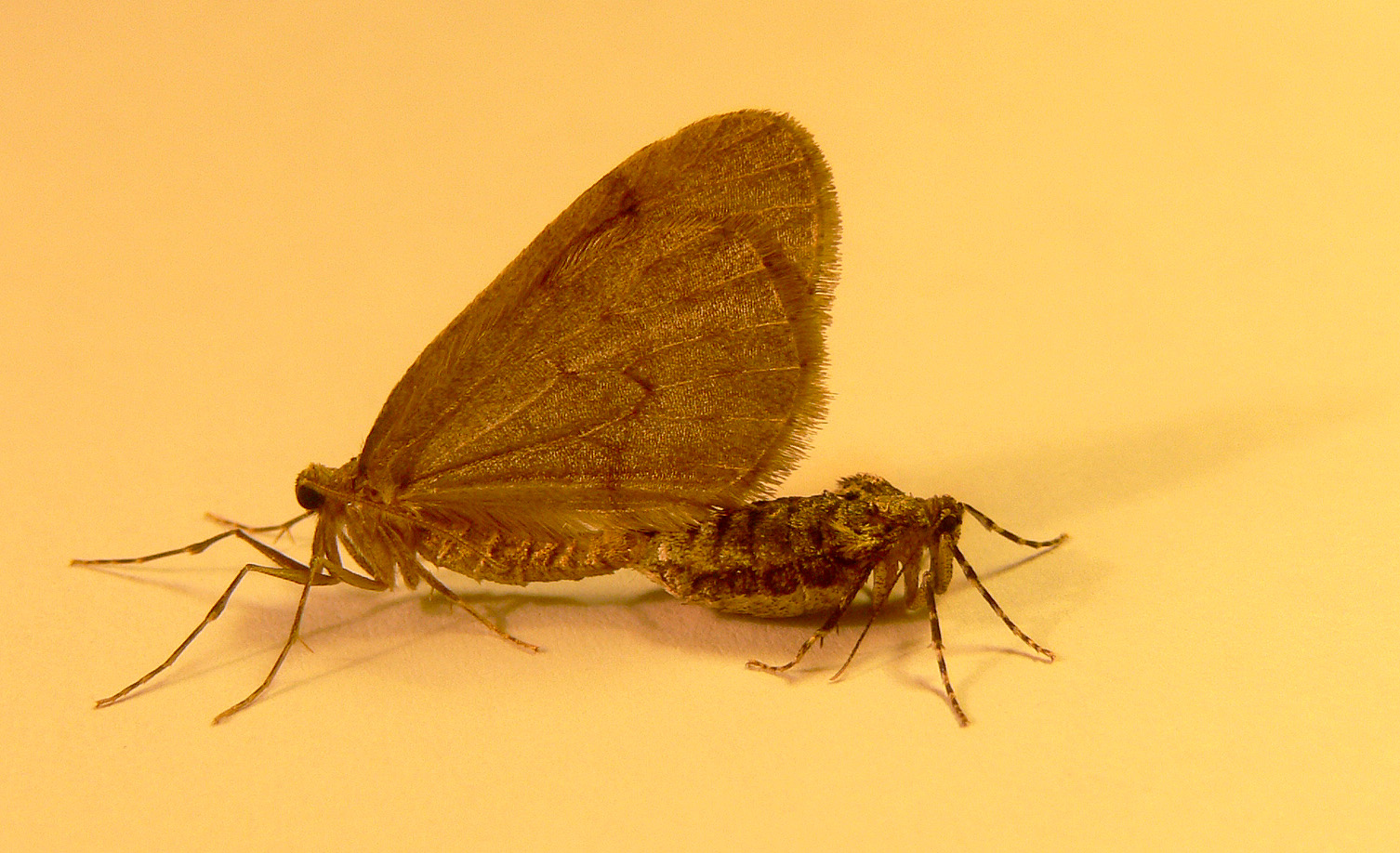
Accouplement de Operophtera brumata (Lille (France), 2006).

Les chenilles sont vertes, ornées d’une bande médiodorsale plus sombre et deux lignes latérales longitudinales blanches et n’ont (comme tout géométridé) de pattes qu'aux deux extrémités du corps. Elles se déplacent comme le géomètre déplaçait sa corde d’arpenteur pour mesurer une distance au sol, d'où son nom de chenille arpenteuse et le nom de géométridé pour la famille. Elles mangent d’abord des bourgeons en cours de débourrement, puis des fleurs et des feuilles, se laissant glisser le long d’un fil de soie vers d’autres branches, et passant aux arbres voisins lorsque le vent le leur permet.
Fin mai, la chenille se laisse descendre au sol au moyen d'un fil de soie. Elle creuse dans la terre une galerie et une loge à 8 – 10 cm de profondeur. Elle s'y métamorphose ensuite en chrysalide dans un cocon de soie renforcé de particules de sol, ce qui a fait dire qu’elle faisait un cocon de terre. Elle y passe l'été pour éclore en octobre - décembre.
La femelle grimpe sur un tronc et attend le mâle qui est attiré par ses phéromones sexuelles. La fécondation dure quelques dizaines de minutes, à 1 à 2 m de hauteur. La femelle continue de grimper ensuite sur le tronc ou sur des rameaux où elle déposera 200 à 300 œufs dans les fentes de l'écorce ou à la base des bourgeons.
La chenille ronge les feuilles en ne laissant que les nervures et peut manger la pulpe de certains fruits tels que les cerises ou pommes et poires.

### Dégâts
En verger, au-delà de 2 à 5 œufs sur un échantillon de 2 m de bois de 1 à 3 ans, ou 8 à 10 % des bourgeons infestés, on estime qu’il y a risque de défoliation et de pertes importantes de fruits pour l’année.
Bien avant que l'on ne parle de pollution lumineuse, après l'apparition des premiers becs de gaz à Paris, les naturalistes trouvaient des dizaines, voire plus d'une centaine de phalènes en train de se reproduire sur les fûts de lampadaires (par exemple autour du cimetière du Père-Lachaise).
Les vergers proches des forêts sont réputés plus à risques d'attaque de la part de la cheimatobie qui peut entièrement défolier certains rameaux.

### Ennemis naturels
Les oiseaux insectivores, dont les mésanges, consomment les adultes et les chenilles. Divers insectes entomophages, les ichneumonides, les braconides et les tachinaires, parasitent les chenilles et les chrysalides.
Le parasite le plus important est la tachinaire parasitoïde, Monochoeta albicans, dont les œufs sont ingérés par les chenilles.

### Alternatives aux pesticides
Bandes-pièges engluées, à poser autour des troncs des arbres à protéger, empêchant les femelles aptères de gagner la couronne des arbres pour y déposer leurs œufs.
Ces bandes-pièges sont néanmoins à éviter car elles capturent indifféremment d’autres insectes, araignées, voire parfois des oiseaux. Prédateurs et proies ne vont pas les uns sans les autres, par exemple il ne peut y avoir de mésanges sans chenilles.
Installer des nichoirs à mésange augmente la probabilité que les chenilles soient rapidement mangées.